# 第二水雷戦隊
第二水雷戦隊（だいにすいらいせんたい）は、日本海軍の部隊の一つ。略称は二水戦（にすいせん）。略字は2Sd。

## 概要
第二水雷戦隊は、日本海軍の水雷戦隊。漸減邀撃作戦における前進部隊に位置づけられた第二艦隊に属し、最前線の攻撃部隊として活動した。
最初の第二水雷戦隊は、1914年（大正3年）8月18日に第一次世界大戦に備えた戦時編制で初めて編制された。装甲巡洋艦もしくは二等巡洋艦（防護巡洋艦、軽巡洋艦）が旗艦を務め、樺型駆逐艦や磯風型駆逐艦などの駆逐隊、最終時は峯風型駆逐艦で編制された駆逐隊を指揮した。第一次世界大戦終結後の1921年（大正10年）12月1日、第二艦隊と共に解隊された。
二代目の第二水雷戦隊は、1922年（大正11年）12月1日に編制された（旗艦北上）。当初は軽巡洋艦と並型駆逐艦（神風型、睦月型）で編制されていた。
1928年（昭和3年）12月10日より、5,500トン型軽巡（長良型、川内型）と吹雪型駆逐艦（特型駆逐艦）の組み合わせとなった。常に最新鋭艦が所属したが、太平洋戦争発起後に空母機動部隊の直衛をおこなう第十戦隊が編制されると（陽炎型駆逐艦、夕雲型駆逐艦、秋月型駆逐艦主力）、二水戦には旧式艦も配備されるようになった。
1943年（昭和18年）7月12日のコロンバンガラ島沖海戦で、第二水雷戦隊司令部は旗艦「神通」沈没時に全滅した。日本海軍は第四水雷戦隊の司令部と戦力（軽巡長良、駆逐艦時雨や五月雨など）を二水戦に転用し、従来の二水戦艦艇（駆逐艦長波など）を統合して再建した。この時点で、二水戦は初春型駆逐艦・白露型駆逐艦・夕雲型駆逐艦・島風型駆逐艦の混成部隊となった。
1944年（昭和19年）10月下旬のレイテ沖海戦で、第二水雷戦隊は旗艦「能代」と麾下駆逐艦多数を喪失する。つづいてレイテ島地上戦にともなう多号作戦（増援輸送作戦）で多数の駆逐艦が沈没し、さらに11月11日には第二水雷戦隊旗艦「島風」が沈没、二水戦司令部は再び全滅した。そこで大本営は第一水雷戦隊司令官木村昌福少将と一水戦司令部を二水戦に転用し、第二水雷戦隊を再建した。また第十戦隊の解隊により、同隊に所属していた陽炎型駆逐艦と秋月型駆逐艦が二水戦に増強された。
日本海軍最後の水上艦作戦行動となった1945年（昭和20年）4月7日の坊ノ岬沖海戦で、第二水雷戦隊は主力艦艇を喪失する。4月20日、二水戦は第二艦隊や第一航空戦隊と共に解隊された。残存艦艇は第三十一戦隊に編入された。また第二艦隊に所属していた第三十一戦隊と第十一水雷戦隊は連合艦隊附属となった。

## 解説

### 誕生
日清戦争における威海衛夜襲、日露戦争における日本海海戦の夜間雷撃戦を通じ、日本海軍は小型艦艇（駆逐艦、水雷艇）による水雷戦術の威力を認識した。イギリス海軍の駆逐艦（水雷戦隊）は「敵艦襲撃」「主力艦隊の防御」という二つの性格を持っていたのに対し、日本海軍は主力艦の兵力差を埋めるため駆逐艦（水雷戦隊）の攻撃力を重視した。
1914年（大正3年）8月18日、ドイツへの宣戦布告に備えて戦時編制を組んだ際に、第一艦隊に属する第一水雷戦隊（旗艦音羽）とともに、第二艦隊用に第二水雷戦隊を編制した。日独戦争において、第二艦隊は青島攻略作戦での海上封鎖等に参加した。
同年12月1日、日本海軍は艦隊平時編制を施行し、戦隊単位まで兵力を規定した。
1915年（大正4年）12月1日から1919年（大正8年）8月8日まで適用された艦隊平時編制標準では、主力部隊である第一艦隊麾下に第一水雷戦隊と第四水雷戦隊が、遊撃部隊である第二艦隊麾下に第二水雷戦隊が、予備隊としての性格をもつ第三艦隊麾下に第三水雷戦隊が編制されていた。

### 位置付け
1922年（大正11年）12月1日（大正十二年度）から昭和五年度までの日本海軍の艦隊平時編制の標準は以下のようなものであり、1933年（昭和8年）5月19日まで適用された。艦の整備や人員不足のため、年度によっては編成されない戦隊や艦隊もあった。航空母艦（航空戦隊）や基地航空隊の発足、各種艦艇の充実、担任海域の拡大や国際情勢の変化により、艦隊平時編制標準は常に改定されている。
- 第一艦隊
  - 第一戦隊、第二戦隊、第三戦隊、第一水雷戦隊、第一潜水戦隊
- 第二艦隊
  - 第四戦隊、第五戦隊、第二水雷戦隊、第二潜水戦隊
- 第三艦隊
  - 第六戦隊、第三水雷戦隊、第三潜水戦隊
- 第一遣外艦隊
- 第二遣外艦隊
- 練習艦隊

日本海軍が想定していた日米艦隊決戦において、水雷戦隊は戦艦部隊に匹敵する機軸戦力になりつつあった。決戦部隊は主力部隊（第一艦隊を基幹とする戦艦部隊）と、前進部隊（第二艦隊司令長官を指揮官とする重巡洋艦と水雷戦隊）に区分されていた。前進部隊に所属する第二水雷戦隊には、強力な装備と長大な航続力が要求された。このため、漸減邀撃作戦が瓦解した真珠湾攻撃以後も、第二水雷戦隊には強力な装備を誇る駆逐艦が投入された。また水雷戦隊独力による敵警戒部隊の排除・突破ならびに敵主力艦隊への雷撃は不可能であったため、水雷戦隊に重巡洋艦戦隊を組み合わせて運用することになった。
太平洋戦争開戦時の夜戦部隊は、第一夜戦群（第一夜戦隊、第二夜戦隊）と第二夜戦群（第三夜戦隊、第四夜戦隊）に区分されていた。
各部隊の編成は以下の通り。
- 夜戦部隊指揮官（第二艦隊司令長官）直率部隊（高雄型重巡洋艦4隻の第四戦隊）
- 支援隊（金剛型戦艦4隻の第三戦隊）
- 第一夜戦群（第一夜戦隊、第二夜戦隊）
  - 第一夜戦隊（妙高型重巡洋艦3隻の第五戦隊、第二水雷戦隊）
  - 第二夜戦隊（最上型重巡洋艦4隻の第七戦隊、第四水雷戦隊）
- 第二夜戦群（第三夜戦隊、第四夜戦隊）
  - 第三夜戦隊（古鷹型と青葉型重巡洋艦の第六戦隊、第一水雷戦隊）
  - 第四夜戦隊（利根型重巡洋艦2隻の第八戦隊、第三水雷戦隊）

明治末～大正初期に竣工した金剛型戦艦は艦齢30年に迫っていたため、巡洋戦艦的性格をもつ超甲巡が⑤計画や⑥計画で建造予定であった。
太平洋戦争において、第二水雷戦隊が初めて大規模海戦に臨んだのはスラバヤ沖海戦であった。第五戦隊（那智、羽黒）の支援下で第二水雷戦隊と第四水雷戦隊がABDA艦隊に対し魚雷戦をおこなうが、酸素魚雷の早爆などで課題を残した。その後の二水戦に大規模海戦を行う機会は訪れず、局地輸送に従事した。ガダルカナル島への鼠輸送において生起したのがルンガ沖夜戦、コロンバンガラ島近海で生起したのがコロンバンガラ島沖海戦であった。
1944年（昭和19年）10月下旬のレイテ沖海戦で日本海軍水上艦部隊が壊滅すると、11月15日附で第十戦隊が解隊され、所属駆逐隊は第一水雷戦隊と第二水雷戦隊に編入された。ところが4日前の11月11日、第二水雷戦隊司令部はレイテ島地上戦にともなう増援輸送作戦「多号作戦」で、旗艦「島風」沈没時に全滅状態になっていた（二水戦司令官早川幹夫少将戦死）。そこで11月20日附で第一水雷戦隊（司令官木村昌福少将）を解隊し、司令官・司令部職員とも第二水雷戦隊に転用して二水戦を再建した。兵力不足となった第五艦隊には、松型駆逐艦主力の第三十一戦隊を編入した。
その後、第二艦隊（旗艦「大和」）には1945年（昭和20年）3月15日に第三十一戦隊（司令官鶴岡信道少将、旗艦「花月」）が編入された。4月1日、訓練練成部隊の第十一水雷戦隊（司令官高間完少将、旗艦「酒匂」、松型駆逐艦多数）が第二艦隊に編入された。
4月7日、坊ノ岬沖海戦で出撃した第一遊撃部隊（第一航空戦隊〈大和〉、第二水雷戦隊）は主力艦艇を喪失する。
4月20日、日本海軍は第一航空戦隊、第二艦隊、第二水雷戦隊を解隊する。第二艦隊所属だった第三十一戦隊と第十一水雷戦隊は連合艦隊附属となった。また第二水雷戦隊残存部隊は第三十一戦隊に編入された。

### 所属した駆逐艦の特性
編制当初の日本海軍は、最初に導入した東雲型から神風型までの三等駆逐艦がだぶついている一方、一等駆逐艦は海風型しかなく、二等駆逐艦も桜型とその量産型の樺型が量産中であったために参加できず、2個水雷戦隊はやむなく三等駆逐艦だけで編制した。1915年（大正4年）12月13日、一等・二等駆逐艦の量産が一段落したことから、ようやく第二水雷戦隊に一等・二等駆逐艦が供給された。以後、第二水雷戦隊には、峯風型・神風型・睦月型・吹雪型・朝潮型・陽炎型・夕雲型・島風型と、最新・最強の駆逐艦が投入された他、配属された兵員も練度が高い精鋭が集められた為、華の二水戦と謳われた。一例として1939年（昭和14年）11月15日の艦隊編制における二水戦は朝潮型駆逐艦と陽炎型駆逐艦で統一され、これまで二水戦の主力だった吹雪型駆逐艦は第四水雷戦隊（1939年11月15日新編）と第三水雷戦隊（1940年5月1日新編）にまわされた。
一方、最終防衛線で主力の戦艦を護衛する第一水雷戦隊には、第二水雷戦隊ほどの強力な武装を要求されなかった。このため、第二水雷戦隊に新型が導入されたために追い出された型落ちの駆逐艦（たとえば、吹雪型就役のために陳腐化した神風型や睦月型。朝潮型や陽炎型就役のため旧式化した吹雪型）が回されたり、もとより最前線での使用を考えられていなかった樅型や若竹型などの二等駆逐艦、期待された性能に届かなかった初春型と白露型は第一水雷戦隊でデビューした。それでも第一水雷戦隊は、世代が違うほど旧式化した老朽駆逐艦をかき集めた第三水雷戦隊、第五水雷戦隊、第六水雷戦隊などからみれば、充実した戦力を保有していたといえる。
太平洋戦争の激化にともない駆逐艦の消耗が激しくなると、初春型や白露型も第二水雷戦隊へ順次編入され、最終時の二水戦は吹雪型（初雪型）、初春型、白露型、朝潮型（満潮型）、陽炎型（不知火型）、夕雲型、秋月型の寄せ集めとなった。
坊ノ岬沖海戦直前の4月6日午前9時、草鹿龍之介連合艦隊参謀長は各部隊に対し、二水戦所属駆逐艦を「月型2隻〈冬月、涼月〉、磯風型3隻〈雪風、磯風、浜風〉、若葉型3隻〈初霜、朝霜、霞〉」と説明している。
同日午後1時30分頃の電文では、誤爆・誤突入を避けるための艦型識別説明において、護衛駆逐艦を秋月型駆逐艦2隻（冬月、涼月）、夕雲型駆逐艦6隻（磯風、雪風、浜風、霞、初霜、朝霜）と説明している。
戦艦「大和」、軽巡洋艦「矢矧」と共に沖縄へ出撃した第二水雷戦隊所属駆逐艦の艦型は、秋月型2隻（冬月、涼月）、初春型1隻（初霜）、満潮型1隻（霞）、不知火型(陽炎型)3隻（磯風、雪風、浜風）、夕雲型1隻（朝霜）だった。

### 旗艦の特性
黎明期の水雷艇や駆逐艦は居住性や航続力に限界があり、貨客船を改造した水雷母艦が駆逐隊や水雷艇隊の旗艦を兼ねていた。第一次世界大戦当時、イギリス海軍は水雷戦隊旗艦として大型駆逐艦（嚮導駆逐艦）を開発した。日本海軍は巡洋艦を旗艦とする方針を当初より採り、新編時は防護巡洋艦利根を旗艦に当てた。
とはいうものの、巡洋艦には最前線の洋上単独偵察という本来の任務があるため、最新鋭の巡洋艦を水雷戦隊旗艦の任務に充てるわけにはいかなかった。
翌年12月に利根は第六戦隊へ転出し、第二水雷戦隊旗艦は装甲巡洋艦出雲となった。
その後も装甲巡洋艦吾妻、日進、浅間など、日露戦争時代の装甲巡洋艦で乗り切っている。
このような流れの中で、日露戦争以降の日本海軍はアメリカ海軍を仮想敵とし、太平洋上における艦隊決戦の構想を固める。また大正元年度大演習では、日中に水雷戦隊を運用する可能性が認識された。そこで、英海軍のスカウト（偵察艦）の流れをくむ一連の二等巡洋艦（軽巡洋艦）を水雷戦隊の旗艦とし、駆逐隊を指揮させることになった。この構想下における水雷戦隊の旗艦には「水雷戦隊を率いるための速力と通信能力」「艦隊に随伴するための航続力」「敵艦隊に肉薄するための砲撃力と雷撃能力」が求められ、従来の貨客船改造型母艦では到底勤まらなくなっていた。
まず1918年（大正7年）1月下旬に筑摩型防護巡洋艦の平戸が二水戦に編入された。駆逐艦の性能向上にともない筑摩型の能力不足が目立つようになり、天龍型軽巡洋艦が建造された。つづいてアメリカ海軍のオマハ級軽巡洋艦を意識して、天龍型の拡大型である5,500トン型軽巡洋艦（球磨型、長良型、川内型）が竣工し、順次第二水雷戦隊に編入されていった。5,500t型軽巡からは、艦載機による索敵も可能となった。また昭和2年度の第二水雷戦隊は軽巡洋艦夕張および神風型駆逐艦と睦月型駆逐艦で統一され、最新・最精鋭の水雷戦隊となった。
なお、遭遇戦では巡洋艦の強力な武装による敵水雷戦隊の制圧、逆に頑強な防御力を頼みにした囮役が期待された。現に、太平洋戦争時には、神通・川内らが敵軍の集中攻撃を受けているうちに、味方水雷戦隊の雷撃が成功している例がある。ただし日米艦隊決戦下における水雷戦隊は重巡洋艦部隊と共に四個夜戦隊で二個夜戦群を編成し、重巡洋艦戦隊もしくは金剛型戦艦が敵警戒部隊を排除したあと水雷戦隊が突撃する想定であった。第二水雷戦隊（軽巡1、駆逐艦16）と共に第1夜戦隊を編成する戦隊は、妙高型重巡洋艦3隻（妙高、那智、羽黒）で編制された第五戦隊である。
こうして世界有数の軽巡洋艦戦力を擁するようになった日本海軍だが、日本の国力では後継艦の建造が思うに任せなかった。太平洋戦争時の5,500t型軽巡はすでに旧式化していたが、阿賀野型の就役までは第一線に立たざるを得なかった。また、本来の旗艦が損傷や修理で二水戦本隊と別行動になった場合、重巡洋艦衣笠（第二次ソロモン海戦で神通損傷時）、重巡洋艦高雄（二水戦司令部の横須賀～パラオ回航時）と鳥海（能代横須賀修理時、2月中旬～4月上旬）が二水戦旗艦となった。
平時においても、駆逐艦を臨時の水雷戦隊旗艦とすることがあった。太平洋戦争に突入すると、米軍の制空権下で対空火器の貧弱な5,500t型（二水戦においては神通、五十鈴、長良）を運用するのは困難だったため、戦場に突入する場合は朝潮型駆逐艦（霞〈礼号作戦、北号作戦〉）、陽炎型（早潮〈第三次ソロモン海戦〉、黒潮〈鼠輸送時〉）、夕雲型（長波〈ルンガ沖夜戦〉、浜波〈能代沈没後〉）、島風型（島風〈多号作戦〉）、秋月型（照月〈鼠輸送時〉）などの駆逐艦が第二水雷戦隊旗艦を務めることも多かった。なお第二水雷戦隊解隊式は初春型駆逐艦初霜艦上でおこなわれた。

## 編制の沿革
- 1914年（大正3年）8月18日、第一次世界大戦臨戦編制において初めて2個水雷戦隊を編制する[6]。第一水雷戦隊は第一艦隊に、第二水雷戦隊は第二艦隊[注 6]に所属した[6]。以下、新編時より1914年（大正13年）12月1日までの変遷。
  - 防護巡洋艦：利根[6][86]
  - 第9駆逐隊[87][88]：白雪、野分、白妙（膠州湾で戦没、9月8日削除）[87]、松風
  - 第12駆逐隊[89]：浦波[90]、綾波[注 7]、磯波、朝霧[92]
  - 第13駆逐隊[93][94]：朝潮、白雲、陽炎[注 8]、村雨[注 9]

- 1915年（大正4年）12月13日（内令312号[95]。大正4年12月から大正5年12月までの変遷）。樺型駆逐艦と海風型駆逐艦を編入する。
  - 装甲巡洋艦：出雲[96]
  - 第10駆逐隊[97]（大正5年8月29日[98]、二水戦より削除）：桂、楓、梅、楠
  - 第11駆逐隊[99]：榊、柏、松、杉
  - 第16駆逐隊[100]：海風、山風、浦風
  - 第17駆逐隊[101]（大正5年8月10日、二水戦に編入）[98]：桜、橘、樺、桐

- 1916年（大正5年）12月1日（内令245号[98]。大正5年12月から大正6年12月にかけての変遷）
  - 装甲巡洋艦：出雲（大正6年1月8日、第二戦隊旗艦となる）[102]
  - 装甲巡洋艦：吾妻（大正6年3月28日まで在籍[69]。同年8月4日[69]、再編入）
  - 装甲巡洋艦：日進（大正6年3月28日から同年4月13日まで）[69]
  - 装甲巡洋艦：浅間（大正6年4月13日から同年8月4日まで）[69][103]
  - 第10駆逐隊[104]：桂、楓、梅、楠
  - 第11駆逐隊[105]：榊、柏、松、杉
  - 第15駆逐隊[106]（大正6年4月1日、二水戦に編入[69]。同年6月1日[69]、二水戦より削除）：桃、樫、檜、柳[注 10]
  - 第16駆逐隊[107]（大正6年4月1日[69]、二水戦より削除）：海風、山風[108]、浦風[注 11]
  - 第1駆逐隊[109][注 12]（大正6年8月10日[69]、二水戦編入）：天津風、磯風、浜風、時津風[111]
  - 第17駆逐隊[111][112]（大正6年6月1日[69]、二水戦に編入）：樺、桐

- 1917年（大正6年）12月1日（内令279号[69]。大正6年12月から大正7年12月にかけての変遷）、2個特務艦隊編制のため削減
  - 装甲巡洋艦：吾妻（大正7年1月24日まで在籍）[113]
  - 防護巡洋艦：平戸（大正7年1月24日に編入され、同年7月25日まで在籍[113]。同年8月24日に再編入される）[113]
  - 防護巡洋艦：千歳（大正7年7月25日から同年8月24日まで在籍）[113]
  - 第1駆逐隊[114]：磯風、浜風、天津風、時津風（大正7年3月30日、座礁して廃艦。4月17日、削除[115]。舞鶴海軍工廠で同名艦を建造）
  - 第17駆逐隊[116][117]：樺、桐、桜（大正7年2月5日、編入）、橘（大正7年2月5日、編入）

- 1918年（大正7年）12月1日（内令388号[113]。大正7年12月から大正8年12月までの変遷）。
  - 防護巡洋艦：平戸
  - 防護巡洋艦：筑摩[118]（大正8年8月20日、編入）[119]
  - 第1駆逐隊[120]：天津風、磯風、浜風
  - 第3駆逐隊[注 13]（大正8年2月1日[119]、再編と共に二水戦へ編入）：江風、谷風

- 1919年（大正8年）12月1日（内令394号[119]。大正8年12月から大正9年12月までの変遷）。天龍型軽巡洋艦と「八八艦隊」計画駆逐艦（峯風型駆逐艦）がデビューする。
  - 軽巡洋艦：天龍[122]
  - 第1駆逐隊[123]（大正9年5月1日[124]、二水戦より削除）：磯風、浜風、天津風、時津風（舞鶴で建造された新造艦、大正9年2月19日に編入）
  - 第2駆逐隊[注 14]（大正9年5月29日[124]、新編と共に二水戦編入）：澤風、峯風、矢風（大正9年7月19日、編入）[125]、沖風（大正9年8月17日、編入）[125]
  - 第14駆逐隊[126]：江風、谷風

- 1920年（大正9年）12月1日（内令460号[124]。大正9年12月から大正10年12月までの変遷。）球磨型軽巡洋艦がデビュー。
  - 軽巡洋艦：天龍（大正10年4月18日、二水戦旗艦を北上に譲る[127]。4月20日、二水戦より削除[7]。予備艦となる[128]。）
  - 軽巡洋艦：北上[7]（大正10年4月18日、編入[129]。同日附で二水戦旗艦となる[127]。）
  - 第2駆逐隊[130]：澤風、峯風、矢風、沖風
  - 第5駆逐隊[131]：羽風、島風、秋風（大正10年9月1日編入）、灘風（大正10年9月30日編入）
  - 第14駆逐隊[132][133]：谷風、江風、菊（大正9年12月25日編入）、葵（大正9年12月25日編入）

※ 1921年（大正10年）12月1日、第二艦隊解隊にともない、第二水雷戦隊も解隊。12月6日、残務整理終了。
- 1922年（大正11年）12月1日（内令432号、437号）第二水雷戦隊再編[8]。2代目神風型駆逐艦がデビュー。 
  - 軽巡洋艦：北上[8]
  - 第1駆逐隊[136]：野風、沼風、波風、第一駆逐艦[注 15]
  - 第3駆逐隊[138]：汐風、夕風、太刀風、帆風

- 1923年（大正12年）12月1日（内令421号）[139]。
  - 軽巡洋艦：北上[140]
  - 第1駆逐隊[141]：野風、沼風、波風、第一駆逐艦（2代目神風）
  - 第2駆逐隊[142]：峯風、澤風、沖風、夕風
  - 第4駆逐隊[143]：羽風、秋風、太刀風、帆風
  - 第5駆逐隊[144]：第三駆逐艦(朝風)、第五駆逐艦(春風)、第七駆逐艦(松風)（大正13年5月1日編入）、第九駆逐艦(旗風)（大正13年9月5日編入）

- 1924年（大正13年）12月1日（内令294号）[145]
  - 軽巡洋艦：五十鈴[146]
  - 第1駆逐隊[147]：野風、沼風、波風、第一号駆逐艦(2代目神風)
  - 第4駆逐隊[148]：羽風、秋風、太刀風、帆風
  - 第5駆逐隊[149]：第三号(朝風)、第五号(春風)、第七号(松風)、第九号駆逐艦(旗風)

- 1925年（大正14年）12月1日（内令318号）[150]
  - 軽巡洋艦：五十鈴
  - 第3駆逐隊[151]：汐風、島風、灘風、夕風
  - 第5駆逐隊[152]：第三号、第五号、第七号、第九号駆逐艦
  - 第29駆逐隊[153]：第十一号(追風)、第十三号(疾風)（大正14年12月25日編入）、第十五号(朝凪)、第十七号駆逐艦(夕凪)

- 1926年（大正15年）12月1日（内令264号）[154]。翌1927年（昭和2年）8月24日、美保関事件に巻き込まれる。第一水雷戦隊所属の第27駆逐隊[155]は臨時に二水戦の指揮下に入り夜間演習を実施中、駆逐艦蕨および葦と、第五戦隊の軽巡2隻（神通、那珂）が衝突する[156]。蕨が沈没し、他3隻は大破した[157]。
  - 軽巡洋艦：夕張[158]
  - 第5駆逐隊[159]：第三号、第五号、第七号、第九号駆逐艦
  - 第22駆逐隊[160][161]：第二十七号(皐月)、第二十九号(文月)、第二十八号(水無月)（昭和2年4月1日編入）、第三十号駆逐艦(長月)（昭和2年5月20日編入）
  - 第29駆逐隊[162]：第十一号、第十三号、第十五号、第十七号駆逐艦
  - 第30駆逐隊[163]：第十九号(睦月)、第二十一号(如月)、第二十三号(弥生)、第二十五号駆逐艦(卯月)

- 1927年（昭和2年）12月1日[34]（内令348号）[164]。1928年（昭和3年）8月1日附で、各駆逐艦に固有名詞が与えられる[137]。
  - 軽巡洋艦：名取[165]
  - 第22駆逐隊[166]：第二十七号、第二十八号、第二十九号、第三十号駆逐艦
  - 第23駆逐隊[167]：第三十一号(菊月)、第三十二号(三日月)、第三十四号(夕月)、第三十三号駆逐艦(望月)（昭和3年6月30日編入）
  - 第29駆逐隊[168]：第十一号、第十三号、第十五号、第十七号駆逐艦
  - 第30駆逐隊[169]：第十九号、第二十一号、第二十三号、第二十五号駆逐艦

- 1928年（昭和3年）12月10日（内令367号）[11]　特型駆逐艦（吹雪型駆逐艦）がデビューする[12]。
  - 軽巡洋艦：鬼怒[170]
  - 第11駆逐隊[12]（昭和3年12月18日編入）[11]：吹雪、白雪、初雪（昭和4年3月30日編入）[12]、深雪（昭和4年6月29日編入）[12]
  - 第12駆逐隊[12]：東雲、薄雲、白雲、叢雲（昭和4年5月10日編入）[12]
  - 第23駆逐隊[171]：菊月、三日月、望月、夕月

- 1929年（昭和4年）11月30日（内令275号）[172]。1930年（昭和5年）12月1日附の艦隊編制でも同編制（鬼怒、第11駆逐隊、第12駆逐隊、第19駆逐隊）[173][174]。
  - 軽巡洋艦：鬼怒
  - 第11駆逐隊[175]：吹雪、白雪、初雪、深雪
  - 第12駆逐隊[176]：叢雲、東雲、薄雲、白雲
  - 第19駆逐隊[177]：磯波、浦波、敷波（昭和4年12月24日編入）、綾波（昭和5年4月30日編入）

- 1931年（昭和6年）12月1日（内令214号）[178]。ロンドン軍縮条約制限下最後の編制。川内型軽巡洋艦が二水戦に編入される。駆逐隊の定数が、4隻から3隻に減少する（例：第11駆逐隊〈吹雪、白雪、初雪、深雪〉 → 第11駆逐隊〈白雪、初雪、深雪〉）[179]。1932年（昭和7年）12月1日附の艦隊編制（内令372号、内令373号）[180][181]も神通、第7駆逐隊、第8駆逐隊、第11駆逐隊、第12駆逐隊で、ほぼ同編制[181][182]。1933年（昭和8年）5月1日に連合艦隊が常設された時も、二水戦はこの編制であった[183]。
  - 軽巡洋艦：神通[184]
  - 第7駆逐隊[185]：曙、朧、潮
  - 第8駆逐隊[186]：天霧、朝霧、夕霧
  - 第19駆逐隊[187]：浦波、敷波、綾波
  - 第20駆逐隊[188]：東雲、吹雪、磯波

- 1933年（昭和8年）11月15日（内令351号）[189]。1934年（昭和9年）6月29日、演習中に深雪（第11駆逐隊）と電（第6駆逐隊）が衝突し、深雪が沈没する。
  - 軽巡洋艦：那珂[190]
  - 第6駆逐隊[191]：雷、電、響
  - 第10駆逐隊[192]：狭霧、漣、暁
  - 第11駆逐隊[193]：白雪、初雪、深雪（昭和9年6月29日沈没[194]、7月5日削除[193] ）
  - 第12駆逐隊[195]：叢雲、薄雲、白雲

- 1934年（昭和9年）11月15日（内令476号）[196]。
  - 軽巡洋艦：神通[197]
  - 第6駆逐隊[198]：雷、電、響
  - 第10駆逐隊[199]：狭霧、漣、暁
  - 第19駆逐隊[200]：浦波、敷波、綾波
  - 第20駆逐隊[201]：東雲、吹雪、磯波

- 1935年（昭和10年）11月15日（内令458号）[202]。
  - 軽巡洋艦：那珂[203]
  - 第6駆逐隊[204]：雷、電、響
  - 第8駆逐隊[205]：天霧、朝霧
  - 第19駆逐隊[206]：浦波、磯波、綾波
  - 第20駆逐隊[207]：東雲、吹雪、磯波

- 1936年（昭和11年）12月1日。第20駆逐隊が解隊され、吹雪は第11駆逐隊[208]、東雲は第12駆逐隊[209]、磯波は第20駆逐隊[210]に編入。
  - 軽巡洋艦：神通[197]
  - 第7駆逐隊[211]：曙、朧、潮
  - 第8駆逐隊[212]：天霧、朝霧、夕霧
  - 第19駆逐隊[210]：磯波、浦波、敷波、綾波

- 1938年（昭和13年）12月15日
  - 軽巡洋艦：那珂[203]
  - 第8駆逐隊：朝霧、夕霧、天霧
  - 第11駆逐隊：吹雪、白雪、初雪

- 1939年（昭和14年）11月15日[213]（昭和十五年度艦隊編制）[214]。朝潮型駆逐艦と陽炎型駆逐艦を二水戦に編入。
  - 軽巡洋艦：神通[215]
  - 第8駆逐隊：朝潮、大潮、満潮、荒潮
  - 第16駆逐隊[注 16]：雪風、黒潮、初風（昭和15年2月15日、編入）[216]
  - 第18駆逐隊：霞、霰、陽炎、不知火（昭和14年12月20日、編入）[217]

- 1940年（昭和15年）11月15日[59]（昭和十六年度艦隊編制、外戦部隊）[218]。
  - 軽巡洋艦：神通
  - 第8駆逐隊：朝潮、大潮、満潮、荒潮
  - 第15駆逐隊：親潮、早潮、夏潮、黒潮[注 17]
  - 第16駆逐隊：初風、雪風、時津風（昭和15年11月15日、編入）[216]、天津風（昭和15年12月15日、編入）[216]
  - 第18駆逐隊：霞、霰、陽炎、不知火

- 1941年（昭和16年）12月10日[220]。太平洋戦争開戦時の編制
  - 軽巡洋艦：神通
  - 第8駆逐隊：朝潮、大潮、満潮、荒潮
  - 第15駆逐隊：黒潮、親潮、早潮、夏潮[注 18]
  - 第16駆逐隊：初風、雪風、天津風、時津風
  - 第18駆逐隊：霞、霰、陽炎、不知火

- 1942年（昭和17年）4月10日　セイロン沖海戦後の編制
  - 軽巡洋艦：神通
  - 第15駆逐隊：黒潮、親潮、早潮
  - 第16駆逐隊：初風、雪風、天津風、時津風
  - 第18駆逐隊：霞、霰[注 19]、陽炎、不知火

- 1942年（昭和17年）7月14日　ミッドウェー海戦後の編制
  - 軽巡洋艦：神通[注 20]
  - 第15駆逐隊：黒潮、親潮、早潮、
  - 第18駆逐隊[注 21]：陽炎[注 22]、霞[注 23]、不知火[注 24]
  - 第24駆逐隊：海風、山風[注 25]、江風、涼風

- 1942年（昭和17年）9月25日　前月の第二次ソロモン海戦で神通損傷・二水戦除籍後の編制[228]
  - 軽巡洋艦：五十鈴[229]
  - 第15駆逐隊：親潮、黒潮、早潮[注 26]、陽炎
  - 第24駆逐隊：海風、江風、涼風
  - 第31駆逐隊：長波、巻波、高波[注 27]

- 1943年（昭和18年）1月31日　五十鈴の転出[229]、神通の二水戦復帰[233]、新司令官伊崎俊二少将着任時[234]の編制
  - 軽巡洋艦：神通[注 28]
  - 第15駆逐隊：陽炎、黒潮、親潮
  - 第24駆逐隊：涼風、江風、海風
  - 第31駆逐隊：巻波、大波、長波

- 1943年（昭和18年）4月1日　ガダルカナル島撤退後の編制
  - 軽巡洋艦：神通
  - 第15駆逐隊[注 29]：黒潮（昭和18年5月8日、沈没）[236]、親潮（昭和18年5月8日、沈没）[237]、陽炎（昭和18年5月8日、沈没）[238]
  - 第24駆逐隊：海風、江風、涼風
  - 第31駆逐隊：長波、巻波、大波、清波

- 1943年（昭和18年）7月20日　コロンバンガラ島沖海戦で神通が沈没し二水戦司令部全滅後[47]、第四水雷戦隊統合時[239]
  - 軽巡洋艦：長良[240]
  - 第27駆逐隊：時雨、白露、有明[注 30]、夕暮[注 31]
  - 第24駆逐隊：涼風、海風、江風[注 32]
  - 第31駆逐隊：大波、巻波、長波、清波[注 33]
  - 玉波
  - 付属：島風、五月雨、神通[注 34]

- 1943年（昭和18年）9月1日　新型軽巡洋艦「能代」編入後の編制。第32駆逐隊は9月30日編入。
  - 軽巡洋艦：能代[注 35]
  - 第24駆逐隊[注 36]：海風[注 37]、涼風[注 38]、満潮[注 39]
  - 第27駆逐隊：時雨、白露、五月雨[注 40]、春雨[注 41]
  - 第31駆逐隊：長波[注 42]、巻波[注 43]、大波[注 44]
  - 第32駆逐隊：早波、涼波[注 45]、藤波、玉波[注 46]
  - 島風

- 1944年（昭和19年）4月1日　戦時編制制度改定後の編制
  - 軽巡洋艦：能代
  - 第27駆逐隊：白露[注 47]、時雨、五月雨、春雨[注 48]
  - 第31駆逐隊：長波、沖波、岸波、朝霜
  - 第32駆逐隊：藤波、早波[注 49]、玉波[注 50]、浜波
  - 島風

- 1944年（昭和19年）8月15日　マリアナ沖海戦後の編制
  - 軽巡洋艦：能代[注 51]
  - 第2駆逐隊：清霜、秋霜、早霜
  - 第27駆逐隊[注 52]：時雨、五月雨[注 53]
  - 第31駆逐隊：長波、沖波、岸波、朝霜
  - 第32駆逐隊：藤波[注 54]、浜波
  - 島風

- 1944年（昭和19年）11月15日　第一機動艦隊・第三艦隊・第十戦隊解隊と二水戦再編時の編制[18]
  - 軽巡洋艦：矢矧[266][注 55]
  - 第2駆逐隊：朝霜、清霜、秋霜〈昭和19年11月13日、マニラで大破着底〉[268]、早霜〈昭和19年10月26日、セミララ島で座礁沈没〉[269]
  - 第17駆逐隊：雪風、浦風、浜風、磯風
  - 第41駆逐隊：霜月、涼月、冬月、若月〈昭和19年11月11日、多号作戦で沈没〉[270]

- 1944年（昭和19年）11月20日[51][271]　沈没艦も書類上在籍している
  - 軽巡洋艦：矢矧
  - 第2駆逐隊：朝霜、清霜[注 56]、秋霜〈着底状態〉、早霜〈座礁状態〉
  - 第7駆逐隊：潮、霞、曙〈11月13日、マニラで大破着底〉[274]
  - 第17駆逐隊：浦風[注 57]、浜風、磯風、雪風
  - 第21駆逐隊：初霜、時雨[注 58]、初春〈11月13日、マニラで大破着底〉[278]
  - 第31駆逐隊：岸波[注 59]、沖波〈11月13日、マニラで大破着底〉[280]、長波〈昭和19年11月11日、多号作戦で沈没〉[281]、浜波〈昭和19年11月11日、多号作戦で沈没〉[282]
  - 第41駆逐隊：霜月[注 60]、冬月、涼月、若月〈多号作戦で沈没〉[270]

- 1945年（昭和20年）1月10日[284]
  - 軽巡洋艦：矢矧（昭和20年4月7日沈没）
  - 第7駆逐隊：響、霞、潮[注 61]
  - 第17駆逐隊：磯風、浜風、雪風
  - 第21駆逐隊：初霜、朝霜
  - 第41駆逐隊：冬月、涼月

- 1945年（昭和20年）3月10日　天一号作戦直前の編制[19]（最終時の編制）[286]
  - 軽巡洋艦：矢矧[注 62]
  - 第7駆逐隊：響[注 63]、潮
  - 第17駆逐隊：磯風（昭和20年4月7日自沈）[注 64]、浜風（昭和20年4月7日、沈没）[289]、雪風
  - 第21駆逐隊：初霜、霞（昭和20年4月7日沈没）[注 65]、朝霜（昭和20年4月7日沈没）[注 66]
  - 第41駆逐隊：冬月、涼月[注 67]

- 1945年（昭和20年）4月20日　解隊。以下は4月20日時の駆逐隊編制（残存艦のみ記載）[22]。
  - 第7駆逐隊：潮、響
  - 第17駆逐隊：雪風[292]、初霜（4月20日附で第17駆逐隊編入）[293]
  - 第41駆逐隊：冬月、涼月

## 歴代司令官
- 岡田啓介：大正3年8月18日
- 近藤常松：大正3年12月1日
- 土屋光金：大正4年12月13日
- 高木七太郎：大正5年4月1日
- 秋山真之：大正5年12月1日
- 山中柴吉：大正6年7月16日
- 釜屋六郎：大正7年10月18日
- 三村錦三郎：大正8年12月1日
- 桑島省三：大正9年12月1日
- 【一時解隊】：大正10年12月1日
- 飯田延太郎：大正11年12月1日
- 長沢直太郎：大正13年12月1日
- 坂元貞二：大正14年10月20日 - 1926年12月1日
- 八角三郎：大正15年12月1日
- 館明次郎：昭和2年12月1日
- 岡本郁男 少将：昭和3年12月10日 - 1929年11月30日
- 市村久雄 少将：昭和4年11月30日
- 後藤章：昭和5年12月1日
- 植松練磨：昭和6年12月1日
- 井上継松：昭和7年2月4日
- 阿武清：昭和8年11月15日
- 日暮豊年：昭和9年11月15日
- 三木太市：昭和10年11月15日
- 坂本伊久太：昭和11年12月1日
- 大熊政吉：昭和12年12月1日
- 後藤英次：昭和13年11月15日
- 五藤存知：昭和14年11月15日
- 田中頼三：昭和16年9月15日
- 小柳冨次：昭和17年12月29日
  - 藤田俊造：昭和18年1月23日（神通艦長、司令官代理）[233]
- 伊崎俊二：昭和18年1月21日（着任1月30日）[294]…7月12日コロンバンガラ島沖海戦で戦死[295]
- 高間完：昭和18年7月20日（第四水雷戦隊解隊にともない、四水戦司令官より転任）
- 早川幹夫：昭和18年12月15日（着任12月16日）[296]…昭和19年11月11日オルモック湾海戦で戦死[49]
  - 吉村真武：昭和19年11月11日（矢矧艦長、司令官代理）[51]
- 木村昌福：昭和19年11月20日[51]（第一水雷戦隊解隊にともない、一水戦隊司令官より転任）[297]
- 古村啓蔵：昭和20年1月3日
- 昭和20年4月20日解隊

## 歴代旗艦
- 利根（大正3年8月20日[66] - ）
- 出雲（大正4年12月13日[68] - ）
- 吾妻（大正6年1月 - 3月29日[298] ）
- 日進（大正6年3月29日[298] - 4月14日[299] ）
  - 横須賀水交社支社（当時の二水戦司令官は秋山真之少将[300]。 ）
- 浅間（大正6年4月26日[301]。秋山少将の転地療養中は将旗を撤去する[302]。 ）
- 吾妻（大正6年8月4日〈二水戦編入[69]〉 - 大正7年1月25日[303] ）
  - 巡洋戦艦霧島（大正6年10月2日[304] - 10月9日[305] ）
- 平戸（大正7年1月26日[306] - 7月25日[307] ）※平戸を二水戦より削除、千歳を二水戦に編入[113]。
- 千歳（大正7年7月25日[307] - 8月24日[308] ）
- 平戸（大正7年8月24日[308] - ）※平戸を二水戦に編入、千歳を削除[113]。
- 天龍（大正8年12月1日[309] -  ）
- 北上（大正10年4月18日[127] -  ）
- 【一時解隊】： 大正10年12月1日　第二艦隊解隊[310]にともない第二水雷戦隊解隊[7]
- 北上（大正11年12月1日[9] - 大正13年12月1日[311] ）※第二艦隊再編にともない第二水雷戦隊再編[8][139]
  - 川内（大正13年8月29日[312] - 9月7日[311] ）
- 五十鈴（大正13年12月1日[313] - ）[314]
- 夕張（大正15年12月1日[77] - ）
- 名取（昭和2年12月1日[315] - ）
- 鬼怒（昭和3年12月10日[316] - ）
- 神通（昭和6年12月1日[197] - ）
- 那珂（昭和8年11月15日[317] - ）
- 神通（昭和9年11月15日[318] - ）
- 那珂（昭和10年11月15日[319] - ）
- 神通（昭和11年12月3日[320] - ）
- 那珂（昭和13年12月15日[321] - ）
- 神通（昭和14年11月15日[322] - 昭和17年9月26日[323] ）
  - 駆逐艦夏潮（昭和16年4月8日[83] - 4月15日[324] ）
  - 駆逐艦朝潮（昭和16年7月30日[84] - 8月14日[325] ）
  - 駆逐艦天津風（昭和16年9月16日 - 9月24日）[85]
  - 駆逐艦陽炎[326]（第二次ソロモン海戦で神通中破時）[327]
  - 重巡洋艦衣笠（駆逐艦輸送作戦指揮時）[328]
  - 駆逐艦夕霧[329]（トラック泊地回航時[330]。その後はトラック泊地で応急修理中の神通[331] ）
- 五十鈴（昭和17年9月26日[332] - )
  - 駆逐艦早潮（第三次ソロモン海戦時）[333]
  - 駆逐艦長波（ルンガ沖夜戦等）[334]
  - 駆逐艦照月（ドラム缶輸送時）[335]
  - 駆逐艦黒潮（ドラム缶輸送時）[336]
- 神通（昭和18年1月23日[233] - 7月12日沈没[337] ）
- 長良（昭和18年7月20日[338] - 8月15日[339] ）
- 能代（昭和18年8月15日[339] - 昭和19年10月26日沈没[262] ）
  - 重巡洋艦高雄（昭和19年2月14日 - ）[82]
  - 重巡洋艦鳥海（昭和19年2月22日より[82]。軽巡能代は昭和19年4月9日にリンガ泊地到着[340]。 ）
- 駆逐艦浜波（昭和19年10月26日、能代沈没後）[341]
  - 戦艦大和（昭和19年10月30日から11月1日にかけて、ブルネイ泊地で二水戦司令部が臨時に滞在[1] ）
- 駆逐艦清霜（昭和19年11月1日 - 11月4日）[342]
- 駆逐艦島風（昭和19年11月4日[342] - 11月11日多号作戦で沈没[343]、早川司令官戦死）
- 矢矧（昭和19年12月5日 - ）※内海で待機、第二水雷戦隊司令官・二水戦司令部とも矢矧には乗艦せず。
  - 駆逐艦霞（昭和19年11月20日 - 11月29日）[344]
  - 駆逐艦潮（11月29日 - 12月9日）[345]
  - 駆逐艦清霜（12月9日）[346]
  - 駆逐艦朝霜（12月9日 - 14日)[346][347]
- 大淀（昭和19年12月14日 - 昭和20年1月1日）[348]
  - 駆逐艦霞（昭和20年1月1日 - 2月23日）（礼号作戦、北号作戦時）[349]
- 矢矧（昭和20年2月23日 - 4月7日沈没）[350]
- 駆逐艦初霜（矢矧沈没後、昭和20年4月7日 - 4月20日）